# がんばれ三都市
『がんばれ三都市』（がんばれさんとし）は、2001年1月から同年3月まで東京MXテレビ（後のTOKYO MX）とKBS京都とサンテレビで放送されていたテレビ番組である。放送時間は毎週木曜 19:00 - 19:30 （日本標準時）。
基本的には当時東京都江東区のテレコムセンターにあった東京MXテレビのスタジオからの生放送で、3局同時ネットだった。最終回直前の回とさらにその前の回ではKBS京都とサンテレビがそれぞれ1回ずつ番組制作にあたったが、この2回分のみ収録放送となっていた。

## 出演者
- 舞の海秀平
- ヒロコ・グレース